# Liste der Oberflächenformationen auf (243) Ida

Asteroid (243) Ida, aufgenommen beim Vorbeiflug der Sonde Galileo, 1. Februar 1996

Die Liste der geologischen Formationen auf (243) Ida enthält alle Oberflächenformationen auf dem Asteroiden (243) Ida, welche durch die Working Group for Planetary System Nomenclature (WGPSN) der Internationalen Astronomischen Union (IAU) einen Eigennamen erhalten haben. Die Benennung des Kraters Afon erfolgte 1994, die restlichen Benennungen 1997 nach dem Vorbeiflug der Raumsonde Galileo, die sich auf dem Weg zum Planeten Jupiter befand.

## Krater
Krater auf (243) Ida werden nach Höhlen benannt.
| Name         | Mittlerer Durchmesser (km) | Koordinaten +W (0–360) der Kratermitte | Benannt nach                                                        |
| ------------ | -------------------------- | -------------------------------------- | ------------------------------------------------------------------- |
| Afon         | 0,8                        | −6,5; 0                                | Achali-Atoni-Grotte, Abchasien, Georgien                            |
| Atea         | 2                          | −5,7; 18,9                             | Atea Kananda, Southern Highlands Province, Papua-Neuguinea          |
| Azzurra      | 9,6                        | 30,5; 217,2                            | Blaue Grotte, Capri, Italien                                        |
| Bilemot      | 1,8                        | −27,8; 29,2                            | Billemot-Höhle, Jeju-do, Südkorea                                   |
| Castellana   | 5,2                        | −13,4; 335,2                           | Grotte di Castellana, Apulien, Italien                              |
| Choukoutien  | 1,1                        | 12,8; 23,6                             | Zhoukoudian, Peking, Volksrepublik China                            |
| Fingal       | 1,5                        | −13,2; 39,9                            | Fingal’s Cave, Staffa, Innere Hebriden                              |
| Kartchner    | 0,9                        | −7; 179                                | Kartchner, Benson, Arizona                                          |
| Kazumura     | 2,1                        | −32; 41,1                              | Kazumura Cave, Kīlauea, Hawaii                                      |
| Lascaux      | 11,8                       | 0,8; 161,2                             | Höhle von Lascaux, Département Dordogne, Frankreich                 |
| Lechuguilla  | 1,5                        | 7,9; 357,1                             | Lechuguilla-Höhle, Carlsbad, New Mexico                             |
| Mammoth      | 10,2                       | −18,3; 180,3                           | Mammut-Höhle, Kentucky                                              |
| Manjang      | 1                          | −28,3; 90,5                            | Mangjang-gul, Jeju-si, Jeju-do, Südkorea                            |
| Orgnac       | 10,6                       | −6,3; 202,7                            | Aven d’Orgnac, Département Ardèche, Frankreich                      |
| Padirac      | 1,9                        | −4,3; 5,2                              | Gouffre de Padirac, Département Lot, Frankreich                     |
| Peacock      | 0,2                        | −2; 52                                 | Peacock-Höhlensystem, Peacock Springs State Park, Live Oak, Florida |
| Postojna     | 6                          | −42,9; 359,9                           | Höhlen von Postojna, Primorsko-notranjska, Slowenien                |
| Sterkfontein | 4,7                        | −4,1; 54,1                             | Sterkfontein, Gauteng, Südafrika                                    |
| Stiffe       | 1,5                        | −27,9; 126,5                           | Grotte die Stiffe, Sulmona, Abruzzen, Italien                       |
| Undara       | 8,5                        | 2; 113,8                               | Lavaröhre im Undara-Volcanic-Nationalpark, Queensland, Australien   |
| Viento       | 1,6                        | 12,2; 343,9                            | Cueva del Viento, Teneriffa, Spanien                                |

## Dorsa
Dorsa sind höhenrückenartige Oberflächenstrukturen. Dorsa auf (243) Ida werden nach Wissenschaftlern benannt, die zur Erforschung von Ida beigetragen haben. Bisher erhielt nur ein Dorsum auf Ida einen Eigennamen:
| Name            | Mittlerer Durchmesser (km) | Koordinaten +W (0–360) der Dorsummitte | Benannt nach                                                                  |
| --------------- | -------------------------- | -------------------------------------- | ----------------------------------------------------------------------------- |
| Townsend Dorsum | 40                         | 25; 30                                 | Timothy Townsend, ein Mitglied des Galileo-Teams der Arizona State University |

## Regiones
Regiones sind in der Astrogeologie ausgedehnte Gebiete auf einem Himmelskörper. Regiones auf (243) Ida werden nach dem Entdecker des Asteroiden Johann Palisa und den Orten seiner Tätigkeit benannt.
| Name         | Mittlerer Durchmesser (km) | Koordinaten +W (0–360) des Zentrums der Regiones | Benannt nach                                           |
| ------------ | -------------------------- | ------------------------------------------------ | ------------------------------------------------------ |
| Palisa Regio | 23                         | −23; 34                                          | Johann Palisa                                          |
| Pola Regio   | 8                          | −11; 184                                         | Marine-Sternwarte Pola                                 |
| Vienna Regio | 13                         | 8; 2                                             | Universitätssternwarte Wien, an der Ida entdeckt wurde |